# Axpo
Axpo est une entreprise suisse de production et distribution d'énergie.

## Activités
L'entreprise est un producteur et distributeur d'électricité basé en Suisse, détenteur ou gestionnaire d'installations hydroélectriques, nucléaires et de biomasse-énergie. Axpo a eu pour l'exercice 2017/2018 un chiffre d'affaires d'environ 4,25 milliards d'euros (4,85 milliards de francs suisse), après avoir racheté en 2015 le développeur éolien allemand Volkswind (en). En 2019, elle achète l'entreprise française Urbasolar et ses 105 MW installés pour se diversifier dans l'énergie solaire. En plus de ses capacités renouvelables, Axpo est propriétaire de près de 40% du parc existant de centrales nucléaires suisses.